# Ompok platyrhynchus
Ompok platyrhynchus es una especie de peces de la familia Siluridae en el orden de los Siluriformes.

## Morfología
• Los machos pueden llegar alcanzar los 7,9 cm de longitud total.

## Distribución geográfica
Se encuentra en Brunéi (Borneo ).